# Sordaria arctica
Sordaria arctica är en svampart som beskrevs av Cain 1957. Sordaria arctica ingår i släktet Sordaria och familjen Sordariaceae.   Inga underarter finns listade i Catalogue of Life.